# Вергифкер, Аарон
Ааро́н Вергифкер (исп. Aarón Wergifker; 15 августа 1914, по другим данным 1915, Сан-Паулу — 29 июня 1994, Буэнос-Айрес) — аргентинский футболист, левый защитник и полузащитник. Один из трёх игроков, являвшихся неурождёнными аргентинцами, которые выступали за сборную страны.

## Карьера
Аарон Вергифкер родился в еврейской семье. Его родители жили в городе Вознесенск Николаевской губернии. С началом Первой мировой войны, семья приняла решение мигрировать в Америку. Вскоре после прибытия в 1914 году в город Сан-Паулу, у них родился Аарон. Семья пробыла в Бразилии только три месяца, после чего переехали в аргентинский город Буэнос-Айрес. Именно в этом городе Вергифкер начал играть в футбол, выступая в молодёжном составе клуба «Ривер Плейт». 2 октября 1932 года он дебютировал в основном составе команды в матче с «Ланусом» (1:0). В этом же сезоне клуб завоевал титул чемпиона страны. Постепенно Вергифкер завоевал место в основном составе, играя слева в защите и полузащите, где пару ему составлял Эстебан Малаццо. Он выиграл с клубом ещё три титула чемпиона страны, а также два Кубка Альдао и Кубок Карлоса Ибаргурена. Аарон провёл за команду 203 матча и забил 2 гола. 29 июня он сыграл свой последний матч за клуб. В 1941 году Аарон был уволен из команды, официально — из-за воспаления лёгких, по неофициальным данным — из-за поддержки клубом деятельности расформированному к тому моменту Национального фашистского союза, чья идеология отрицательно относилась к национальности, к которой принадлежал и Вергифкер, по третьей версии диагноз пневмонии придумал врач команды, поддерживающий фашизм и желавший увольнения футболиста. В 1942 году Вергифкер стал игроком клуба «Платенсе», за который провёл 106 встреч, по другим данным — 112 матчей.

## Статистика

### Клубная
| Сезон | Клуб                     | Лига    | Чемпионат | Чемпионат |
| Сезон | Клуб                     | Лига    | Игры      | Голы      |
| ----- | ------------------------ | ------- | --------- | --------- |
| 1931  | Ривер Плейт              | Примера | 0         | 0         |
| 1932  | Ривер Плейт              | Примера | 1         | 0         |
| 1933  | Ривер Плейт              | Примера | 19        | 0         |
| 1934  | Ривер Плейт              | Примера | 36        | 0         |
| 1935  | Ривер Плейт              | Примера | 34        | 1         |
| 1936  | Ривер Плейт              | Примера | 33        | 0         |
| 1937  | Ривер Плейт              | Примера | 21        | 0         |
| 1938  | Ривер Плейт              | Примера | 32        | 0         |
| 1939  | Ривер Плейт              | Примера | 18        | 2         |
| 1940  | Ривер Плейт              | Примера | 6         | 0         |
| 1941  | Ривер Плейт              | Примера | 4         | 0         |
| 1942  | Платенсе (Висенте-Лопес) | Примера | 28        | 0         |
| 1943  | Платенсе (Висенте-Лопес) | Примера | 29        | 0         |
| 1944  | Платенсе (Висенте-Лопес) | Примера | 28        | 0         |
| 1945  | Платенсе (Висенте-Лопес) | Примера | 16        | 0         |
| 1946  | Платенсе (Висенте-Лопес) | Примера | 2         | 0         |

### Международная
| Матчи Аарона Вергифкера за сборную Аргентины | Матчи Аарона Вергифкера за сборную Аргентины | Матчи Аарона Вергифкера за сборную Аргентины | Матчи Аарона Вергифкера за сборную Аргентины | Матчи Аарона Вергифкера за сборную Аргентины | Матчи Аарона Вергифкера за сборную Аргентины | Матчи Аарона Вергифкера за сборную Аргентины |
| -------------------------------------------- | -------------------------------------------- | -------------------------------------------- | -------------------------------------------- | -------------------------------------------- | -------------------------------------------- | -------------------------------------------- |
| №                                            | Дата                                         | Место проведения                             | Оппонент                                     | Счёт                                         | Голы                                         | Турнир                                       |
| 1                                            | 18 июля 1934                                 | Монтевидео                                   | Уругвай                                      | 2:2                                          | —                                            | Товарищеский матч                            |
| 2                                            | 15 августа 1934                              | Буэнос-Айрес                                 | Уругвай                                      | 1:0                                          | —                                            | Товарищеский матч                            |
| 3                                            | 20 июля 1935                                 | Авельнеда                                    | сборная Росарио                              | 2:2                                          | —                                            | Товарищеский матч                            |
| 4                                            | 7 июля 1935                                  | Авельянеда                                   | Атлетико Мадрид и Эспаньол                   | 2:2                                          | —                                            | Товарищеский матч                            |
| 5                                            | 14 июля 1935                                 | Буэнос-Айрес                                 | Атлетико Мадрид и Эспаньол                   | 1:0                                          | —                                            | Товарищеский матч                            |
| 6                                            | 18 июля 1935                                 | Монтевидео                                   | Уругвай                                      | 1:1                                          | —                                            | Кубок Эктора Гомеса                          |
| 7                                            | 18 августа 1935                              | Буэнос-Айрес                                 | Уругвай                                      | 3:0                                          | —                                            | Кубок Хуана Миньябуру                        |
| 8                                            | 9 июля 1936                                  | Росарио                                      | сборная Росарио                              | 1:6                                          | —                                            | Товарищеский матч                            |
| 9                                            | 20 сентября 1936                             | Монтевидео                                   | Уругвай                                      | 1:2                                          | —                                            | Кубок Эктора Гомеса                          |
| 10                                           | 18 октября 1936                              | Росарио                                      | сборная Росарио                              | 3:0                                          | —                                            | Товарищеский матч                            |

## Достижения
- Чемпион Аргентины: 1932, 1936, 1937, 1941
- Обладатель Кубка Альдао: 1936, 1937
- Обладатель Кубка Карлоса Ибаргурена: 1937